# 白鳥大珠
白鳥 大珠（しらとり たいじゅ、1996年2月2日 - ）は、日本のキックボクサー、元プロボクサー。東京都西多摩郡出身。TEPPEN GYM所属。ボクサー時代は八王子中屋ボクシングジムに所属していた。現RISEスーパーライト級王者。第5代RISEライト級王者。RIZINキックワンナイトトーナメント-61kg (2019) 優勝。RISE WORLD SERIES 2019 -61kg Tournament 優勝。RISE2階級制覇王者。

## 来歴
大珠という名前は親が好きだった不良漫画の登場人物から因んでつけられた。父親が大の格闘技ファンであり、自分の子どもに格闘技をさせたいとずっと思っていたことから、6歳のころに極真空手の道場に入門したのが格闘技を始めたきっかけ。
11歳の時に日本テレビの人気番組『世界の果てまでイッテQ!』に出演し、日本の空手少年代表として少林拳やムエタイとの戦いを繰り広げて話題を呼ぶ。高校3年生でWPMF日本王座を獲得。東野高等学校卒業。2015年にボクシングに転向。2018年にキックボクシングに復帰した。

### キックボクシング
2011年2月20日、「ムエローク2011～1st～」でプロデビュー。
2011年4月2日、「ムエローク2011～2nd～」でピエロ大塚と対戦し、3-0の判定勝ちでプロ初勝利を収めた。
2011年8月7日、「ムエローク2011～3rd～」で安保瑠輝也と対戦し、3-0の判定勝ちを収めた。
2012年2月19日、「J-NETWORK J-FIGHT in SHINJUKU -vol.24-」で齋藤拓也と対戦するも、3R2分50秒KO負けを喫した。
2012年3月25日、「M-1ムエタイチャレンジ Sutt Yod Muaythai vol.1」 Part1で行われたNext Herors Cup1回戦で岩下文耶と対戦し、相手選手の骨折により試合続行不可能となり1R終了TKO勝ちを収めた。
2012年6月17日、「ムエローク2012～2nd～」で渡久山佑太と対戦し、1R35秒KO勝ちを収めた。
2012年7月29日、東京・ディファ有明で行われた「REBELS.12」の2012 NEXT HERORS CUP決勝戦で、倉科大地と対戦し、3-0の判定勝ちを収め優勝した。
2012年10月21日、「ムエローク2012～3rd～」で拓郎と対戦するも、2Rで白鳥が拓郎の肘打ちを受けてカットしたことでドクターストップとなり、2R21秒TKO負けを喫した。
2013年4月28日、「ムエローク2013～1st～」でエム・ラジャサクレックと対戦するも、1-0の判定で引分けとなった。
2013年9月8日、「M-FIGHT The Battle of Muaythai II」で行われたWPMF日本スーパーフェザー級次期挑戦者決定戦で拓郎と再戦し、延長にもつれこむ接戦の末判定で勝利した。
2013年12月1日、神奈川・横浜大さん橋ホールで行われた「M-FIGHT The Battle of Muaythai III」でのWPMF日本スーパーフェザー級王座決定戦で藤牧孝仁と対戦し、3-0の判定勝ちを収め王座獲得に成功した。
2014年4月27日、「ムエローク2014～1st～」でソル・ドンポンと対戦するも、3R48秒TKO負けを喫した。
2014年7月13日、「ムエローク2014～2nd～」でのツヨシM16ムエタイスタイルとの試合を最後にプロボクシングに転向した。

### ボクシング
2015年3月30日、八王子中屋ボクシングジムにてプロボクシング転向を表明、プロテストを受験し合格。
2015年5月6日、大田区体育館にてREBOOTジムの須賀原直雄とのデビュー戦を戦い、1R0分59秒でKO勝ちを収めた。
2016年5月31日、のちに2018年全日本ライト級新人王を獲得する橘ジョージから判定勝利を収める。
2016年7月21日、後楽園ホールにて行われた東日本新人王予選で森田陽と対戦するも、3R1分52秒TKO負けを喫した。
2017年6月13日、後楽園ホールで開催された「DANGAN185」でフィリピン・ライト級12位のプレル・トゥパズとライト級8回戦を行い、7R2分59秒TKO勝ちを収めた。
2017年11月11日、後楽園ホールで開催された「DANGAN200」で日本ユースライト級王者富岡樹とライト級タイトルマッチで対戦。0-3（74-78×2者、72-80）の判定負けを喫しタイトル獲得とはならなかった。

### キックボクシング復帰（RISE・RIZIN）
2018年4月12日、キックボクシングに復帰。キックボクシングデビュー時の所属がTEAM TEPPENであったことから、TEPPEN GYM所属となることが発表された。
2018年6月17日、千葉・幕張メッセ・イベントホールで開催されたRISE 125にて、一馬と対戦し1RKO勝ち。華々しくキックボクシング復帰戦を飾った。
2018年11月17日、東京・両国国技館で開催されたRISE 129にて、階級を1つ上げたライト級で、Krushでも活躍した北井智大からダウンを奪い判定勝利。
2018年12月31日、RIZIN初参戦となったRIZIN 平成最後のやれんのか!にて、ウザ強ヨシヤと対戦し、ダウンを奪われるも、飛び膝蹴りで3回1分43秒TKO勝ち。
2019年2月3日、後楽園ホールで開催されたRISE130で、秀樹とRISEライト級王座決定戦を行い、3Rに秀樹が左スネに裂傷を負い試合続行不能となったため、白鳥がドクターストップによるTKO勝利を収め、第5代RISEライト級王座に就くとともに、世界トーナメントのRISE WORLD SERIES 2019 -61kg Tournamentへの出場権を獲得した。
2019年3月10日、東京・大田区総合体育館で開催されたRISE WORLD SERIES 2019 -61kg Tournamentの1回戦でヘクター・サンチアゴと対戦し、延長にもつれる接戦の末、判定勝ちを収め準決勝へ進出した。
2019年6月2日、兵庫・ワールド記念ホールで開催されたRIZIN.16で山口裕人と対戦し、3-0の判定勝ちを収めた。
2019年7月21日、大阪・エディオンアリーナ大阪・第1競技場で開催されたRISE WORLD SERIES 2019 -61kg Tournamentの準決勝で、現役ラジャダムナンスタジアム認定ライト級王者のセクサン・オー・クワンムアンと対戦し、2度ダウンを奪って判定勝ちを収め決勝へ進出した。
2019年9月16日、千葉・幕張メッセ・イベントホールで開催されたRISE WORLD SERIES 2019 -61kg Tournamentの決勝で、梅野源治と対戦し、左ストレートでダウンを奪うと、立ち上がった梅野を再び左ストレートで倒し1RKO勝ちを収め、RISE WORLD SERIES 2019 -61kg Tournament優勝を果たした。
2019年10月12日、エディオンアリーナ大阪で開催されたRIZIN.19で元K-1 WORLD GPスーパー・フェザー級王者の大雅と対戦し、ダウンを奪われるシーンもあったが2度のダウンを奪い3-0の判定勝ちを収めた。
2019年12月31日、埼玉・さいたまスーパーアリーナで開催されたRIZIN.20で大雅と再戦し、白鳥の膝蹴りでカットした大雅の左目上が大量出血し、3R開始時にドクターストップにより白鳥がTKO勝ちを収めた。
2020年7月12日、WBCムエタイ日本統一ライト級王者小川翔と対戦し、延長にもつれる接戦の末、3-0の判定勝ちを収めた。
2020年10月11日、RISE DEAD OR ALIVE 2020 -63kgトーナメント準決勝で直樹と対戦するも、ドクターストップによる1RTKO負けを喫し、トーナメント敗退となった。
2021年2月28日、RISE ELDORADO 2021で原口健飛と64.0kg契約で対戦し、バックスピンキックとハイキックで計2度ダウンを奪われ3R判定負け。
2021年6月27日、RIZIN.29の「BODYMAKER presents RIZIN KICK ワンナイトトーナメント」に出場し、1回戦でNKB2階級王者の高橋亮と対戦し1R KO勝ちを収めた。
同日、トーナメント決勝では1回戦を対戦相手の偶発性の負傷アクシデントにより決勝進出となった皇治と対戦し、1Rにダウンを奪い3-0（30-27×2、30-25）の判定勝ちを収めトーナメント優勝を果たした。
2021年9月23日、RISE WORLD SERIES 2021 YOKOHAMAで直樹と再戦し、延長1Rで0-3の判定負けを喫した。
2022年4月2日、RISE ELDORADO 2022で秀樹と再戦し、延長にもつれる接戦の末、3-0の判定勝ちを収めた。
2022年6月19日、THE MATCH 2022で元K-1WORLD GPライト級王者のゴンナパー･ウィラサクレックと対戦し、1RKO負けを喫した。
2022年10月15日、RISE WORLD SERIES 2022でYA-MANと対戦し、3-0の判定勝ちを収めた。
2022年12月25日、イリアス・バニスと対戦し、3-0の判定勝ちを収めた。
2023年3月26日、RISE ELDORADO 2023でKrushスーパーライト級王者佐々木大蔵と対戦し、3-0の判定勝ちを収めた。
2023年6月24日、フランス・パリのゼニスアリーナでアレクシス・ソートロンと対戦し、2RKO負けを喫した。しかし2R終了後のダウンだったことから後日抗議して審議の結果、無効試合に変更となった。
2023年12月16日、RISE WORLD SERIES 2023 Final RoundのRISE×GLORY対抗戦でザカリア・ゾウガリーと対戦し、3RKO勝ちを収めた。
2024年3月17日、RISE ELDORADO 2024で第4代RISEミドル級王者イ・ソンヒョンと対戦し、0-2の判定負けを喫した。
2024年6月15日、RISE WORLD SERIES 2024 OSAKAでペトル・モラリと対戦し、3-0の判定勝ちを収めた。
2024年6月27日、芸能事務所『アービング』に所属することが発表された。
2024年9月8日、RISE WORLD SERIES 2024 YOKOHAMAでファーパヤップ・GRABSと対戦し、1RKO勝ちを収めた。
2024年12月21日、RISE WORLD SERIES 2024 FINALのGLORY＆RISEフェザー級グランプリ1回戦でGLORY フェザー級王者のペットパノムルン・キャットムーカオと対戦し、0-3の判定負けを喫した。
2025年3月29日、RISE ELDORADO 2025でRISEスーパーライト級3位の麻火佑太郎と王座決定戦を行い、2-0の判定勝ちを収め王座を獲得し、2階級制覇を達成した。
2025年8月2日、RISE WORLD SERIES 2025 TOKYOでISKAフリースタイルルール世界ウェルター級王者アンディ・ターランドと対戦し、1RKO勝ちを収めた。

## 人物
趣味は映画鑑賞、ゴルフ、サウナ。愛車はメルセデス・ベンツのオープンカー。

### 交友関係
プロ野球選手の田口麗斗とは、Repezen Foxxのライブで一緒になったことで意気投合し、以降は合同トレーニングを行ったり、定期的に食事をするなど親交がある。
Netflixで放送されたリアリティ番組『オオカミちゃんには騙されない』に出演する際は「出るとの話をもらった時は悩みました。でもこういう機会はないから受けたんです。今まで見せてこなかった姿が見えると思うので、楽しみにしてほしい」と、新たなファン層獲得のためにも出演を決めたと語った。番組終了後も共演した西村歩乃果、Mikako、古屋呂敏とは親交がある。特に西村とは互いのYouTubeを確認し合う間柄。また古屋が出演期間中に撮影した写真を展示する写真展を開催した際、メディア向けの取材会で西村・Mikakoとサプライズゲストとして登場した。

## 戦績

### プロキックボクシング
| キックボクシング 戦績 | キックボクシング 戦績 | キックボクシング 戦績 | キックボクシング 戦績 | キックボクシング 戦績 | キックボクシング 戦績 | キックボクシング 戦績 |
| --------------------- | --------------------- | --------------------- | --------------------- | --------------------- | --------------------- | --------------------- |
| 45 試合               | (T)KO                 | 判定                  | その他                | 引き分け              | 無効試合              |                       |
| 32 勝                 | 13                    | 19                    | 0                     | 1                     | 1                     |                       |
| 11 敗                 | 6                     | 5                     | 0                     | 1                     | 1                     |                       |

| 勝敗 | 対戦相手                           | 試合結果                               | 大会名                                                                                             | 開催年月日     |
| ○    | アンディ・ターランド               | 1R 1:53 KO（三日月蹴り）               | RISE WORLD SERIES 2025 TOKYO                                                                       | 2025年8月2日   |
| ○    | 麻火佑太郎                         | 5R終了 判定2-0                         | RISE ELDORADO 2025 【RISEスーパーライト級王座決定戦】                                              | 2025年3月29日  |
| ×    | ペットパノムルン・キャットムーカオ | 3R終了 判定0-3                         | ABEMA presents RISE WORLD SERIES 2024 FINAL 【GLORY･RISEフェザー級グランプリ1回戦】                | 2024年12月21日 |
| ○    | ファーパヤップ・GRABS              | 1R 1:14 KO（膝蹴り）                   | RISE WORLD SERIES 2024 YOKOHAMA                                                                    | 2024年9月8日   |
| ○    | ペトル・モラリ                     | 3R終了 判定3-0                         | RISE WORLD SERIES 2024 OSAKA                                                                       | 2024年6月15日  |
| ×    | イ・ソンヒョン                     | 3R終了 判定0-2                         | RISE ELDORADO 2024                                                                                 | 2024年3月17日  |
| ○    | ザカリア・ゾウガリー               | 3R 1:27 TKO（膝蹴り）                  | RISE WORLD SERIES 2023 Final Round                                                                 | 2023年12月16日 |
| -    | アレクシス・ソートロン             | 無効試合                               | MTGP Impact in Paris                                                                               | 2023年6月24日  |
| ○    | 佐々木大蔵                         | 3R終了 判定3-0                         | RISE ELDORADO 2023                                                                                 | 2023年3月26日  |
| ○    | イリアス・バニス                   | 3R終了 判定3-0                         | RISE WORLD SERIES 2022                                                                             | 2022年12月25日 |
| ○    | YA-MAN                             | 3R終了 判定3-0                         | RISE WORLD SERIES 2022                                                                             | 2022年10月15日 |
| ×    | ゴンナパー・ウィラサクレック       | 1R 2:42 TKO（右フック）                | THE MATCH 2022                                                                                     | 2022年6月19日  |
| ○    | 秀樹                               | 3R+延長1R終了 判定3-0                  | RISE ELDORADO 2022                                                                                 | 2022年4月2日   |
| ×    | 直樹                               | 3R+延長1R終了 判定0-3                  | RISE WORLD SERIES 2021 YOKOHAMA                                                                    | 2021年9月23日  |
| ○    | 皇治                               | 3R終了 判定3-0                         | RIZIN.29 【RIZIN KICK ワンナイトトーナメント 決勝】                                                | 2021年6月27日  |
| ○    | 髙橋亮                             | 1R 1:38 TKO（レフェリーストップ）      | RIZIN.29 【RIZIN KICK ワンナイトトーナメント 1回戦】                                               | 2021年6月27日  |
| ×    | 原口健飛                           | 3R終了 判定0-3                         | RISE ELDORADO 2021                                                                                 | 2021年2月28日  |
| ×    | 直樹                               | 1R 1:30 TKO（ドクターストップ）        | RISE DEAD OR ALIVE 2020 YOKOHAMA 【RISE DEAD OR ALIVE 2020 -63kgトーナメント準決勝】               | 2020年10月11日 |
| ○    | 小川翔                             | 3R+延長1R終了 判定3-0                  | RISE on ABEMA                                                                                      | 2020年7月12日  |
| ○    | 大雅                               | 3R開始時 TKO（ドクターストップ：負傷） | RIZIN.20                                                                                           | 2019年12月31日 |
| ○    | 大雅                               | 3R終了 判定3-0                         | RIZIN.19                                                                                           | 2019年10月12日 |
| ○    | 梅野源治                           | 1R 2:53 KO（左ストレート）             | RISE WORLD SERIES 2019 Final Round 【RISE WORLD SERIES 2019 -61kg Tournament決勝】                 | 2019年9月16日  |
| ○    | セクサン・オー・クワンムアン       | 3R終了 判定3-0                         | RISE WORLD SERIES 2019 Semi Final Round in OSAKA 【RISE WORLD SERIES 2019 -61kg Tournament準決勝】 | 2019年7月21日  |
| ○    | 山口裕人                           | 3R終了 判定3-0                         | RIZIN.16                                                                                           | 2019年6月2日   |
| ○    | ヘクター・サンチアゴ               | 3R+延長1R終了 判定3-0                  | RISE WORLD SERIES 1st Round 【RISE WORLD SERIES 2019 -61kg Tournament1回戦】                       | 2019年3月10日  |
| ○    | 秀樹                               | 3R 1:41 TKO（ドクターストップ）        | RISE 130 【RISEライト級王座決定戦】                                                                | 2019年2月3日   |
| ○    | ウザ強ヨシヤ                       | 3R 1:43 TKO（右飛び膝蹴り）            | RIZIN 平成最後のやれんのか!                                                                        | 2018年12月31日 |
| ○    | 北井智大                           | 3R終了 判定3-0                         | RISE 129                                                                                           | 2018年11月17日 |
| ○    | 嶋田将典                           | 1R 1:38 KO（左ハイキック）             | RISE 127                                                                                           | 2018年9月16日  |
| ○    | 一馬                               | 1R 2:59 KO（左ストレート）             | RISE 125                                                                                           | 2018年6月17日  |
| ×    | ツヨシM16ムエタイスタイル          | 4R 2:23 TKO                            | ムエローク2014 -2nd-                                                                               | 2014年7月13日  |
| ×    | ソル・ドンポン                     | 3R 0:48 TKO                            | ムエローク2014 -1st-                                                                               | 2014年4月27日  |
| ○    | 藤牧孝仁                           | 5R終了 判定3-0                         | M-FIGHT The Battle of Muaythai III 【WPMF日本スーパーフェザー級王座決定戦】                        | 2013年12月1日  |
| ○    | 拓郎                               | 3R+延長1R終了 判定3-0                  | M-FIGHT The Battle of Muaythai II                                                                  | 2013年9月8日   |
| ○    | クラシック・シッチャンシン         | 1R KO                                  | タイ・ルンピニースタジアム                                                                         | 2013年8月10日  |
| △    | エム・ラジャサクレック             | 3R終了 判定1-0                         | ムエローク2013 -1st-                                                                               | 2013年4月28日  |
| ×    | 拓郎                               | 2R 0:21 TKO                            | ムエローク2012 -3rd-                                                                               | 2012年10月21日 |
| ○    | 倉科大地                           | 3R終了 判定3-0                         | REBELS.12                                                                                          | 2012年7月29日  |
| ○    | 渡久山佑太                         | 1R 0:35 KO                             | ムエローク2012 -2nd-                                                                               | 2012年6月17日  |
| ○    | 岩下文耶                           | 1R終了時 TKO                           | M-1ムエタイチャレンジ Sutt Yod Muaythai vol.1 Part1                                                | 2012年3月25日  |
| ×    | 齋藤拓也                           | 3R 2:50 KO                             | J-NETWORK J-FIGHT in SHINJUKU -vol.24-                                                             | 2012年2月19日  |
| ○    | 安保瑠輝也                         | 3R終了 判定3-0                         | ムエローク2011 -3rd-                                                                               | 2011年8月7日   |
| ○    | ピエロ大塚                         | 3R終了 判定3-0                         | ムエローク2011 -2nd-                                                                               | 2011年4月2日   |
| ×    | 将軍                               | 3R終了 判定0-3                         | ムエローク2011 -1st-                                                                               | 2011年2月20日  |

### プロボクシング
| プロボクシング 戦績 | プロボクシング 戦績 | プロボクシング 戦績 | プロボクシング 戦績 | プロボクシング 戦績 | プロボクシング 戦績 | プロボクシング 戦績 |
| ------------------- | ------------------- | ------------------- | ------------------- | ------------------- | ------------------- | ------------------- |
| 11 試合             | (T)KO               | 判定                | その他              | 引き分け            | 無効試合            |                     |
| 8 勝                | 5                   | 3                   | 0                   | 0                   | 0                   |                     |
| 3 敗                | 2                   | 1                   | 0                   | 0                   | 0                   |                     |

| 戦           | 日付           | 勝敗 | 時間    | 内容    | 対戦相手                       | 国籍       | 備考                             |
| ------------ | -------------- | ---- | ------- | ------- | ------------------------------ | ---------- | -------------------------------- |
| 1            | 2015年5月6日   | ☆    | 1R 0:59 | KO      | 須賀原直雄（REBOOT）           | 日本       | プロデビュー戦                   |
| 2            | 2015年8月7日   | ☆    | 4R      | 判定3-0 | 中野亮（川崎新田）             | 日本       |                                  |
| 3            | 2015年11月7日  | ★    | 3R 2:07 | TKO     | 有岡康輔（ヨネクラ）           | 日本       |                                  |
| 4            | 2016年1月27日  | ☆    | 1R 2:55 | TKO     | 高田朋城（ワールドS）          | 日本       |                                  |
| 5            | 2016年3月28日  | ☆    | 4R      | 判定3-0 | キングペッチ・ソーキングペッチ | タイ       |                                  |
| 6            | 2016年5月31日  | ☆    | 4R      | 判定3-0 | 橘ジョージ（協栄）             | 日本       | 東日本新人王ライト級             |
| 7            | 2016年7月21日  | ★    | 3R 1:52 | TKO     | 森田陽（M・T）                 | 日本       | 東日本新人王ライト級             |
| 8            | 2016年12月24日 | ☆    | 1R 1:55 | TKO     | 花香雅治（渡嘉敷）             | 日本       |                                  |
| 9            | 2017年3月10日  | ☆    | 2R 2:48 | TKO     | ジャムジュット・サイトーンジム | タイ       |                                  |
| 10           | 2017年6月13日  | ☆    | 7R 2:59 | TKO     | プレル・トゥパズ               | フィリピン |                                  |
| 11           | 2017年11月11日 | ★    | 8R      | 判定0-3 | 富岡樹（REBOOT）               | 日本       | 日本ユースライト級タイトルマッチ |
| テンプレート |                |      |         |         |                                |            |                                  |

### MIXルール
| 勝敗 | 対戦相手     | 試合結果          | 大会名                                   | 開催年月日    |
| ×    | トウ・ブンカ | 2分3R終了 判定0-3 | 世界の果てまでイッテQ 極真空手vs少林寺拳 | 2011年8月14日 |

## 獲得タイトル
- 空手
  - 極真空手小学6年全日本40kg 優勝
  - 新空手K-3GP中学生50kg 優勝

- プロキックボクシング
  - 2012 NEXT HERORS CUP王座
  - WPMF日本スーパーフェザー級王座
  - 第5代RISEライト級王座
  - RISE WORLD SERIES 2019 -61kg Tournament 優勝（2019年）
  - RIZIN KICK ワンナイトトーナメント -61kg 優勝（2021年）
  - 第5代RISEスーパーライト級王座

## SASUKEでの戦歴

### 大会別成績
| 開催年 | 大会       | ゼッケン | 記録  | 記録             | 記録 | 備考             | 年齢 |
| 開催年 | 大会       | ゼッケン | STAGE | 脱落エリア       | 備考 | 備考             | 年齢 |
| ------ | ---------- | -------- | ----- | ---------------- | ---- | ---------------- | ---- |
| 2017年 | 第34回大会 | 76       | 1st   | ローリングヒル   |      | プロボクサー時   | 20   |
| 2020年 | 第38回大会 | 91       | 1st   | フィッシュボーン |      | キックボクサー時 | 23   |
| 2021年 | 第39回大会 | 84       | 1st   | ローリングヒル   |      | キックボクサー時 | 24   |

### 通算成績
| 出場数 | 2nd進出 | 3rd進出 | FINAL進出 | 最優秀成績 |
| ------ | ------- | ------- | --------- | ---------- |
| 3回    | 0回     | 0回     | 0回       | 0回        |

- 2021年 第39回大会終了時

## 出演

### テレビ
- SASUKE（TBS）
- 世界の果てまでイッテQ! 「極真空手とムエタイどっちが強い？」（日本テレビ、2007年5月6日放送）[62]
- 世界の果てまでイッテQ! 「極真空手と少林拳どっちが強い？」（日本テレビ、2007年9月16日放送）[5]
- この差って何ですか? （TBS、2017年9月5日放送）[63]
- ビッグ☆プレイ （日本テレビ、2019年3月28日放送）
- 炎の体育会TV （TBS、2019年7月6日放送）

### ウェブ番組
- オオカミちゃんには騙されない（2023年6月11日 - 2023年8月20日、Netflix）[64]

### 試合映像
1. ↑  『一馬 vs 白鳥大珠／Kazuma vs Taiju Shiratori｜2018.6.17【OFFICIAL】』RISE公式YouTubeチャンネル、2018年。
2. ↑  『北井智大 vs 白鳥大珠／Tomohiro Kitai vs Taiju Shiratori｜2018.11.17【OFFICIAL】』RISE公式YouTubeチャンネル、2018年。
3. ↑  『【試合映像】Full Fight | 白鳥大珠 vs. ウザ強ヨシヤ / Taiju Shiratori vs. Yoshiya Uzatsuyo』RIZIN公式YouTubeチャンネル、2018年。
4. ↑  『白鳥大珠 vs 秀樹／Taiju Shiratori vs Hideki｜2022.4.2 #RISE_ELDRD 2022【OFFICIAL】』RISE公式YouTubeチャンネル、2019年。
5. ↑  『白鳥大珠 vs ヘクター・サンチアゴ／Taiju Shiratori vs Hector Santiago｜2019.3.10【OFFICIAL】』RISE公式YouTubeチャンネル、2019年。
6. ↑  『セクサン・オー・クワンムアンvs白鳥大珠／Seksan Orkwanmuang vs Taiju Shiratori｜2019.7.21【OFFICIAL】』RISE公式YouTubeチャンネル、2019年。
7. ↑  『白鳥大珠 vs 梅野源治／Taiju Shiratori vs Genji Umeno｜2019.9.16【OFFICIAL】』RISE公式YouTubeチャンネル、2019年。
8. ↑  『【試合映像】Full Fight | 白鳥大珠 vs. 大雅 / Taiju Shiratori vs. Taiga - RIZIN.19』RIZIN公式YouTubeチャンネル、2019年。
9. ↑  『白鳥大珠 vs 小川 翔／Taiju Shiratori vs Sho Ogawa｜2020.7.12【OFFICIAL】』RISE公式YouTubeチャンネル、2020年。
10. ↑  『白鳥大珠 vs 直 樹／Taiju Shiratori vs Naoki｜2020.10.11【OFFICIAL】』RISE公式YouTubeチャンネル、2020年。
11. ↑  『原口健飛 vs 白鳥大珠／Kento Haraguchi vs Taiju Shiratori｜2021.2.28【OFFICIAL】』RISE公式YouTubeチャンネル、2021年。
12. ↑  『【試合映像】Full Fight |  白鳥大珠 vs. 髙橋亮 / Taiju Shiratori vs. Ryo Takahashi - RIZIN.29』RIZIN公式YouTubeチャンネル、2021年。
13. ↑  『【試合映像】Full Fight | 皇治 vs. 白鳥大珠 / Kouzi vs. Taiju Shiratori - RIZIN.29』RIZIN公式YouTubeチャンネル、2021年。
14. ↑  『直樹 vs 白鳥大珠／Naoki vs Taiju Shiratori｜2021.9.23 #RISE_WS 横浜【OFFICIAL】』RISE公式YouTubeチャンネル、2021年。
15. ↑  『白鳥大珠 vs 秀樹／Taiju Shiratori vs Hideki｜2022.4.2 #RISE_ELDRD 2022【OFFICIAL】』RISE公式YouTubeチャンネル、2022年。
16. ↑  『白鳥大珠 vs ゴンナパー・ウィラサクレック／Taiju Shiratori vs Kongnapa Weerasakreck｜2022.6.19 #THEMATCH2022【OFFICIAL】』RISE公式YouTubeチャンネル、2022年。
17. ↑  『白鳥 大珠 vs ゴンナパー・ウィラサクレック/22.6.19「Yogibo presents THE MATCH 2022」』K-1公式YouTubeチャンネル、2022年。
18. ↑  『白鳥大珠 vs YA-MAN／Taiju Shiratori vs Yaman｜2022.10.15 #RISE_WS 【OFFICIAL】』RISE公式YouTubeチャンネル、2022年。
19. ↑  『白鳥大珠 vs イリアス・バニス／Taiju Shiratori vs Ilias Bannis｜2022.12.25 #RISEWS_SBKINGS【OFFICIAL】』RISE公式YouTubeチャンネル、2022年。
20. ↑  『白鳥大珠 vs 佐々木大蔵／Taiju Shiratori vs Daizo Sasaki｜2023.3.26 #RISE_ELDRD【OFFICIAL】』RISE公式YouTubeチャンネル、2023年。
21. ↑  『白鳥大珠 vs ザカリア・ゾウガリー／Taiju Shiratori vs Zakaria Zouggary｜2023.12.16 #RISE_WS 2023 Final【OFFICIAL】』RISE公式YouTubeチャンネル、2023年。
22. ↑  『白鳥大珠 vs イ・ソンヒョン／Taiju Shiratori vs Lee Sunghyun｜2024.3.17 ABEMA presents #RISE_ELDORADO【OFFICIAL】』RISE公式YouTubeチャンネル、2024年。
23. ↑  『白鳥大珠 vs ペトル・モラリ／Taiju Shiratori vs Petru Morari｜2024.6.15 #RISE_WS 2024 OSAKA【OFFICIAL】』RISE公式YouTubeチャンネル、2024年。
24. ↑  『白鳥大珠vs ファーパヤップ・GRABS／Taiju Shiratori vs FARPHAYAP GRABS｜2024.9.8 RUF presents #RISE_WS2024【OFFICIAL】』RISE公式YouTubeチャンネル、2024年。
25. ↑  『白鳥大珠 vs ペットパノムルン・キャットムーカオ／Taiju Shiratori vs Petchpanomrung Kiatmoo9｜2024.12.21 #RISE_WS 【OFFICIAL】』RISE公式YouTubeチャンネル、2024年。
26. ↑  『白鳥大珠vs麻火佑太郎／Taiju Shiratori vs Yutaro Asahi｜2025.3.29 #RISE_ELDRD 2025【OFFICIAL】』RISE公式YouTubeチャンネル、2025年。